# Gahlenzer Riesen

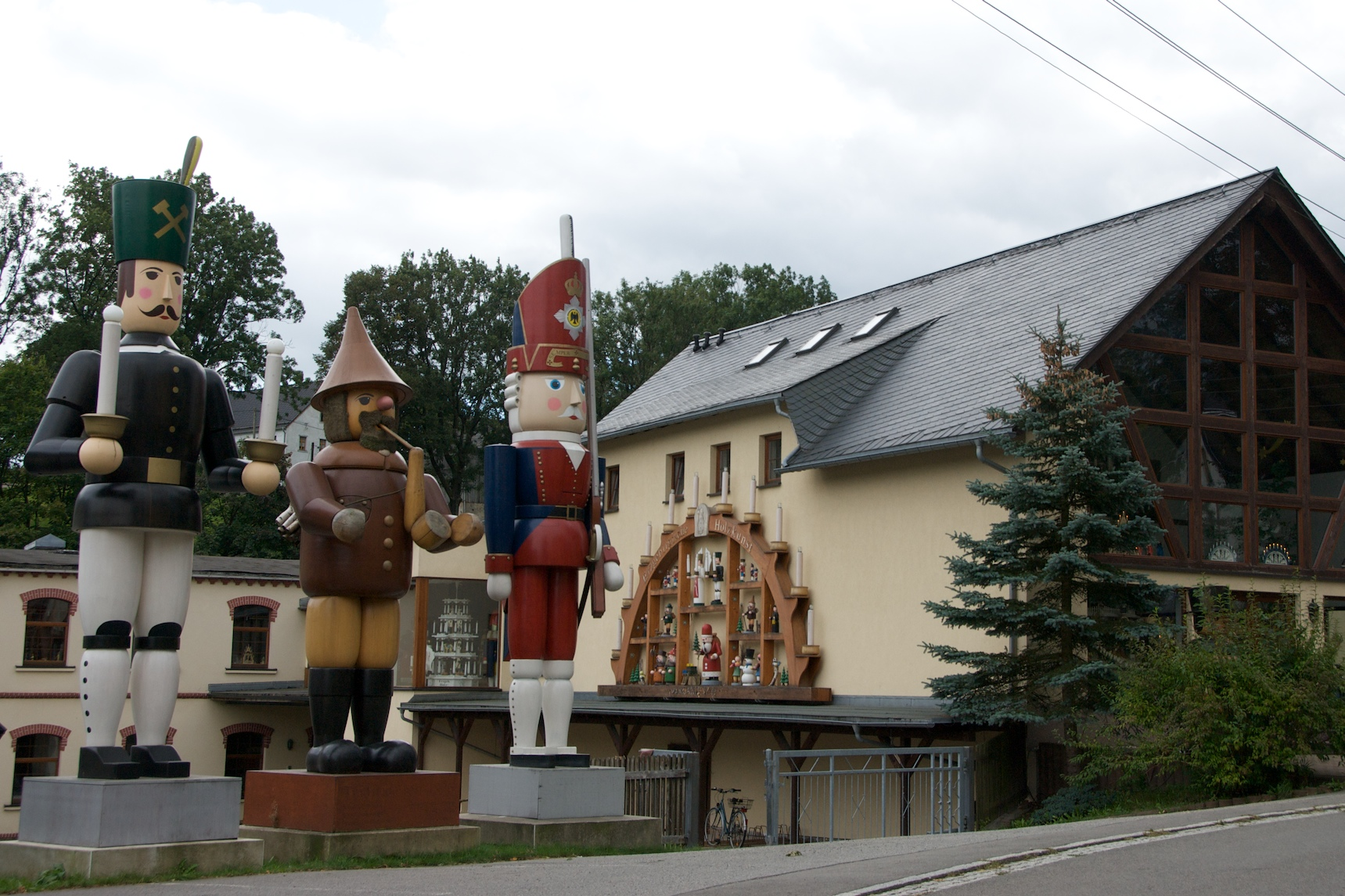
Gahlenzer Riesen – Nussknacker

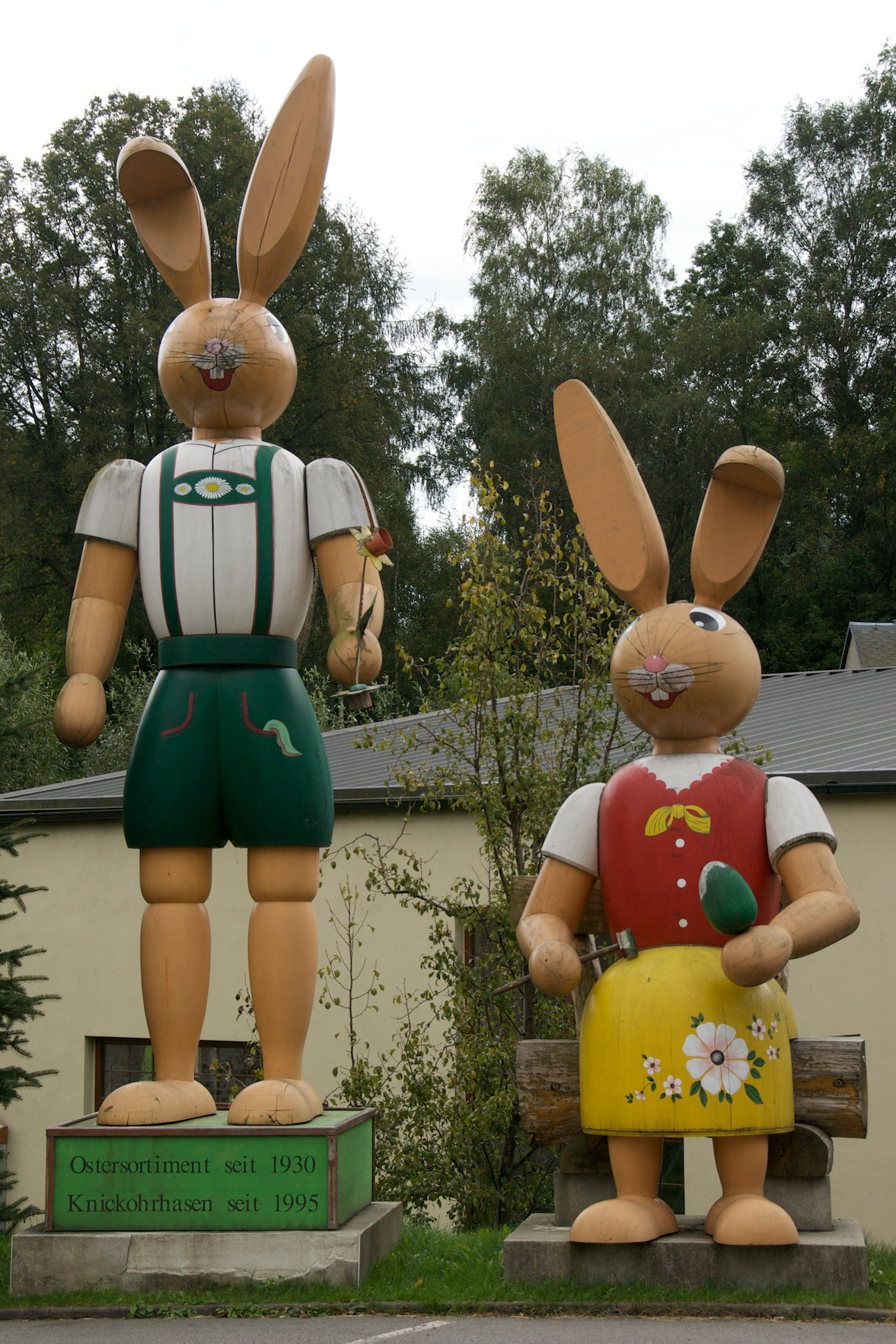
Gahlenzer Riesen – Osterhasen

Die Gahlenzer Riesen sind eine Sammlung zum Teil Guinnessbuch-prämierter Holzgroßfiguren.
Die Figuren stehen im Gemeindeteil Gahlenz der sächsischen Kleinstadt Oederan.
Die Gahlenzer Riesen gingen aus den „langen Kerls von Gahlenz“ hervor. Der Ursprung der Bezeichnung „lange Kerls“ ist ein Nussknacker in der Uniform der Potsdamer Leibgarde König Friedrich Wilhelm I.
Hersteller der Figuren ist die Erzgebirgische Holzkunst Gahlenz GmbH.

## Motive Holzgroßfiguren
- Pyramide des Dresdner Weihnachtsmarktes (Striezelmarktpyramide) – 14,62 Meter hoch
- Nussknacker in der Uniform der Potsdamer Leibgarde von König Friedrich Wilhelm I. von Preußen – 7,14 Meter groß
- Räuchermann „Holzsammler“ – 5,60 Meter groß
- Osterhase – 6,80 Meter groß
- Massivholzschwibbogen – 4,30 Meter hoch und 9 Meter lang